# Rupert Gwynne
Rupert Sackville Gwynne (ur. 2 sierpnia 1873 – zm. 12 października 1924) – brytyjski polityk konserwatysta. Członek parlamentu dla miasta Eastbourne od 1910 do 1924 roku.

## Wczesne lata
Gwynne był trzecim najstarszym z dziewięciorga dzieci Jamesa Eglintona Andersona Gwynne z Wootton Manor w Polegate w hrabstwie Sussex. Kształcił się w Shrewsbury School, a następnie Pembroke College w Cambridge. W 1908 roku został adwokatem w Inner Temple.

## Kariera polityczna
Gwynne został wybrany na posła dla Eastbourne w wyborach powszechnych w styczniu 1910 roku, i utrzymał mandat poselski do czasu gdy ustąpił ze stanowiska w wyborach powszechnych 1924 roku. Był Sekretarzem Finansowym Ministerstwa Wojny od 15 marca 1923 do 23 stycznia 1924 roku. 1 października 1923 roku został członkiem Rady Wojskowej. Zasłynął swoim sprzeciwem wobec Irlandzkiej Armii Republikańskiej, którą określił mianem „Morderczego Gangu”.

## Śmierć
Gwynne chorował na serce całe swoje życie z powodu nabawienia się w młodości gorączki reumatycznej, ale zmarł nagle z powodu niewydolności nerek 12 października 1924 roku, w wieku 51 lat. Jego brat Roland Gwynne był ostatnią osobą, która widziała go przed śmiercią. Jego akt zgonu miał dopisek „brak sekcji zwłok” sugerujący, że lekarz Lionel Handson miał wątpliwości odnośnie do okoliczności śmierci i poprosił o opinię koronera. Roland odziedziczył posiadłość Wootton Manor, ale pozwolił żonie Ruperta, Stelli i jej córkom pozostać w niej pod warunkiem, że Stella nie wyjdzie ponownie za mąż.

## Rodzina
Gwynne poślubił Stellę Ridley, córkę pierwszego wicehrabiego Ridley w 1905 roku i miał cztery córki. Jedna z nich, Elizabeth, znana jako Elizabeth David, była autorką książek kucharskich. Gwynne mianował na ich opiekunów prawnych Roundella Palmera, trzeciego hrabiego Selborne oraz Douglasa Hogga, pierwszego wicehrabiego Hailsham.
Dwóch starszych braci Gwynne'a, Reginald i Neville, zostali wydziedziczeni przez ojca. Dlatego też Gwynne odziedziczył posiadłość Wootton Manor po śmierci ojca w 1915 roku i wraz z żoną zlecił ich przyjacielowi Detmarowi Blow odrestaurować i rozbudować dom. Inni uzdolnieni przyjaciele to między innymi malarz Cedric Morris, który w latach 20. malował Wootton oraz pisarz i entuzjasta ogrodnictwa William Robinson.
Siostrą Gwynne'a była klawesynistka Violet Gordon-Woodhouse. Jego najmłodszy brat, Roland Gwynne, został burmistrzem Eastbourne. Roland był też bliskim przyjacielem, pacjentem i prawdopodobnie kochankiem Johna Bodkina Adamsa, lekarza podejrzewanego o zabicie 163 pacjentów za pomocą trucizny.